# Fabrizio Lora
Fabrizio Lora Saavedra (Callao, 30 de agosto de 2005) es un futbolista peruano que se desempeña como lateral izquierdo y su equipo actual es el Club Sporting Cristal de la Liga 1 de Perú.

## Inicios
Fabrizio Lora Saavedra nació en el departamento de Lima y fue criado en una familia católica. Es el segundo de tres hijos: Jhilmar y Mathias, que crecieron en Bellavista, Callao. 
Desde pequeño comenzó a destacar y se le propuso a jugar en una academia de su localidad que tras un convenio de clubes, inició su formación en la Academia Deportiva Cantolao y posteriormente Esther Grande de Bentín. Luego pasó a formar parte de las divisiones menores del club, tras ser clave en diversos encuentros de las distintas competiciones quedó en la mira de los directivos del Sporting Cristal quienes lograron formarlo parte de las reservas del club a inicios del 2021.
Comenzó su nueva formación en la disciplina del club limeño. En la cantera dirigida por Jorge Cazulo le asignaron, junto al resto de sus compañeros —entre ellos Franshesko Cassiano, Ian Wisdom y Alejandro Pósito—, psicólogos, tutores personalizados que le orientaban en sus estudios y médicos que observaban su crecimiento físico, lo que contribuyó a su formación como persona y futbolista.

## Trayectoria

### Club Sporting Cristal

#### Primeros años (2023-presente)
A inicios de junio de 2023 Lora firmó su primer contrato profesional con el club para 3 años. Hizo su debut oficial el 10 de mayo de 2025 en la victoria por 4 a 1 frente al Ayacucho F. C. en el Estadio Municipal Manuel Eloy Molina Robles.

## Estadísticas

### Clubes
| Club                    | Div.          | Temporada     | Liga  | Liga  | Liga   | Copas | Copas | Copas  | Internacional | Internacional | Internacional | Total | Total | Total  | Media goleadora |
| Club                    | Div.          | Temporada     | Part. | Goles | Asist. | Part. | Goles | Asist. | Part.         | Goles         | Asist.        | Part. | Goles | Asist. | Media goleadora |
| ----------------------- | ------------- | ------------- | ----- | ----- | ------ | ----- | ----- | ------ | ------------- | ------------- | ------------- | ----- | ----- | ------ | --------------- |
| Sporting Cristal · Perú |               |               |       |       |        |       |       |        |               |               |               |       |       |        |                 |
| 1ª                      | 2023          | 0             | 0     | 0     | 0      | 0     | 0     | 0      | 0             | 0             | 0             | 0     | 0     | 0,00   |                 |
| 1ª                      | 2024          | 0             | 0     | 0     | 0      | 0     | 0     | 0      | 0             | 0             | 0             | 0     | 0     | 0,00   |                 |
| 1ª                      | 2025          | 1             | 0     | 0     | 0      | 0     | 0     | 0      | 0             | 0             | 1             | 0     | 0     | 0,00   |                 |
| Total club              | Total club    | 1             | 0     | 0     | 0      | 0     | 0     | 0      | 0             | 0             | 1             | 0     | 0     | 0,00   |                 |
| Total carrera           | Total carrera | Total carrera | 1     | 0     | 0      | 0     | 0     | 0      | 0             | 0             | 0             | 1     | 0     | 0      | 0,00            |
| 1.                      |               |               |       |       |        |       |       |        |               |               |               |       |       |        |                 |

## Palmarés

### Distinciones individuales
| Distinción                                     | Año  |
| ---------------------------------------------- | ---- |
| Equipo Ideal del Torneo de Promoción y Reserva | 2023 |